# Antikensammlung Berlin

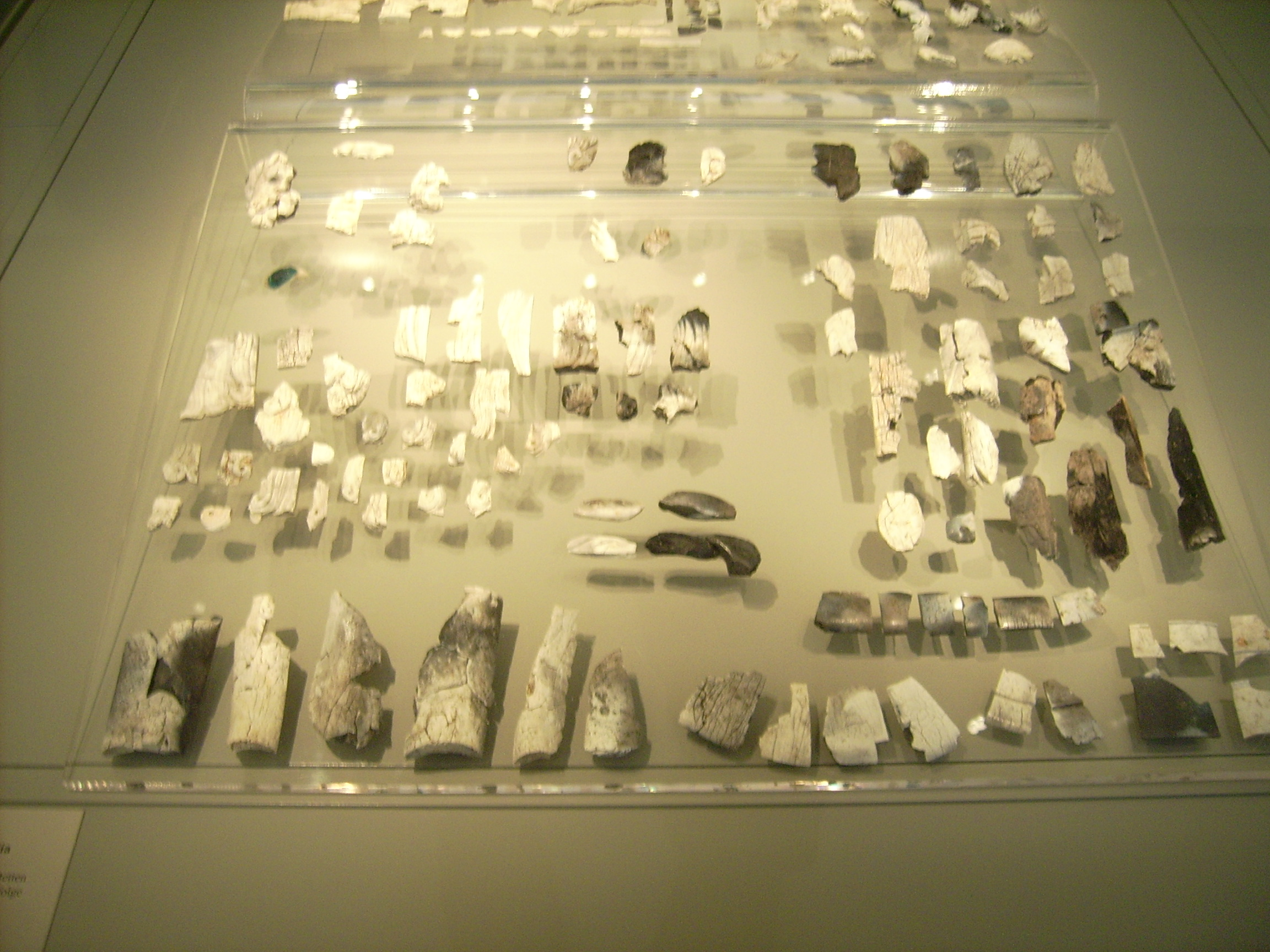
Altes Museum: muestra de la colección de antigüedades en Berlín.

La Antikensammlung Berlin (‘Colección de antigüedades de Berlín’), perteneciente a los Museos Estatales de Berlín, es una de las colecciones de arte antiguo más importantes en el mundo. Está distribuida entre el Altes Museum, el Museo de Pérgamo y el Neues Museum.
Alberga miles de artefactos arqueológicos de los antiguos griegos, romanos, etruscos y chipriotas. Sus principales atractivos son el Altar de Pérgamo y los elementos arquitectónicos griegos y romanos de  Mileto, Priene, Magnesia, Baalbek y Falerii que alberga. Además, la colección consta de un gran número de esculturas, jarrones, terracotas, bronces, sarcófagos, gemas y trabajos con metales nobles.

## Historia de la colección

### Inicios

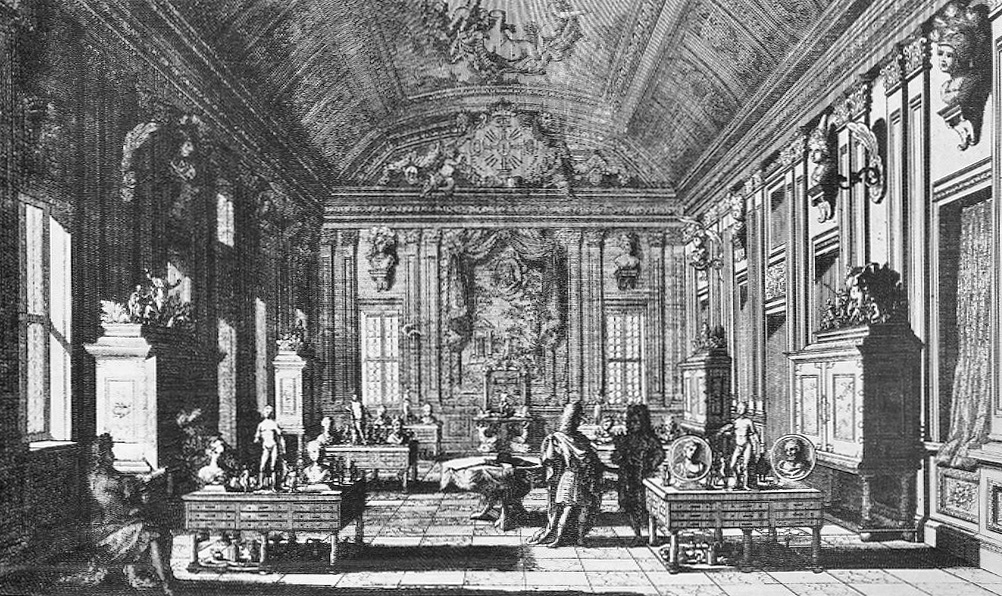
El gabinete de antigüedades y moneda en el Palacio Real de Berlín (1696)

Los inicios de la colección se remontan a 1671, año en el que el Margrave elector de Brandenburgo y Duque de Prusia Federico Guillermo I de Brandeburgo adquiriría parte de la colección de Gerrit Reynst. En 1688 Lorenz Berger, que desde 1686 era el anticuario electoral, se convirtió en el administrador de la «cámara de antigüedades» y en 1693 en el director del gabinete de las curiosidades de Brandenburgo y Prusia que se hallaba en el Palacio Real de Berlín. El mandato de Berger contribuyó notablemente a la ampliación y la sistematización de las colecciones electorales, durante el cual se adquirió la extensa colección del anticuario de la Antigua Roma Giovanni Pietro Bellori. En cambio, el rey Federico Guillermo I no mostraría apenas interés por la colección, como prueba el regalo de varias esculturas que le hizo a Augusto II de Polonia entre 1723 y 1726.
Tras una larga pausa, el rey Federico II el Grande adquirió en 1742 la colección del cardenal Melchor de Polignac, en la que destaca la figura de la chica jugando a las tabas. Y en 1747 obtuvo la ya entonces famosa estatua de bronce del joven pidiendo, que estaría expuesta hasta 1786 en la terraza del Palacio de Sanssouci en Potsdam.
La siguiente ampliación tendría lugar en 1758 mediante la herencia de la colección de la margravina Guillermina de Prusia, que entre otras piezas contaba con 265 gemas, esculturas y un fragmento del Mosaico del Nilo de Palestrina. En 1754 se realizó la compra de la colección de gemas de Phillip von Stosch y entre 1766 y 1768 se adquirieron estatuas en Roma a través del comerciante de arte Giovanni Ludovico Bianconi. Procedentes de la colección Julienne en París, en 1767 se añadieron a la colección el césar verde y un retrato de Augusto.
Las antigüedades eran empleadas como decoración en los palacios reales. En 1776, Federico II mandó trasladar la colección al Templo Antiguo al Parque de Sanssouci, donde podían ser visitadas previa notificación al castellano en el Palacio Nuevo. Bajo su mandato, y a través del arquitecto Friedrich Wilhelm von Erdmannsdorff, se adquirirían seis estatuas adicionales en Roma.
Federico Guillermo III de Prusia emitiría una orden de gabinete el 1 de septiembre de 1798: «para el progreso del estudio de las antigüedades y el arte... la colección de medallas y antigüedades del Templo Antiguo de Potsdam se unirá a las colecciones similares de Berlín y se confiará a la Academia de Ciencias». En el mismo año, además, se añadiría al gabinete de antigüedades del Palacio Real de Berlín la colección de monedas y gemas, junto a 48 antigüedades adicionales. En 1801 se ampliaría con 449 antigüedades  procedentes de Sanssouci.
En 1797, el arqueólogo clásico Aloys Hirt propondría establecer en Berlín el primer museo público de Prusia donde poder exponer las piezas de las colecciones reales, pero en un primer momento el rey Federico Guillermo III se opuso a la idea. Una gran parte de la esculturas de gran tamaño de las colecciones reales fueron tomadas como botín por Napoleón tras la victoria frente a Prusia en 1806, quién le encargó a Vivant Denon la tarea de trasladarlas París para exponerlas en el Museo Napoleónico. Sería en 1814/1815 cuando las piezas volverían a Berlín y se comenzaría a planificar la construcción de un nuevo museo. Mediante una orden de gabinete emitida el 12 de octubre de 1820 Federico Guillermo III ordenaría la selección de las piezas de palacios, jardines y galerías que serían expuestas en el nuevo museo. El 24 de abril de 1823 se emitió el real decreto para la construcción de un museo diseñado por el arquitecto Karl Friedrich Schinkel. Paralelamente continuaron las compras de piezas con vistas al nuevo museo: en 1827 se adquiriría la colección de bronces y vasos del cónsul general Jakob Ludwig Salomon Bartholdy y en 1828 la colección de 1348 vasos del general Franz von Koller.

### La colección hasta 1939
El 3 de agosto de 1830 se inauguró el Altes Museum en el Lustgarten, frente al Palacio Real de Berlín, donde tendría su primera sede la colección. En un primer momento la colección estaba formada por antigüedades griegas y romanas, pero también por esculturas medievales y modernas. A lo largo del siglo XIX se iría ampliando la colección mediante nuevas compras, entre ellas en 1831 la de la colección "Dorow-Magnus" consistente en 442 vasos y perteneciente a Wilhelm Dorow. En los siguientes años, y gracias a la mediación del arqueólogo Eduard Gerhard la colección de vasos seguiría ampliándose, llegando a convertirse en una de las más reputadas del mundo.
El espacio central del Altes Museum era la rotonda, en la cual se expondría una primera selección de estatuas, organizada por una comisión dirigida por Wilhelm von Humboldt. La rotonda es considerada como uno de los mejores ejemplos de la arquitectura museística del siglo XIX. Desde la rotonda se accedía a dos salas con estatuas de dioses y héroes de la Antigüedad. Conectadas a estas se encontraban dos espacios con estatuas y retratos de emperadores romanos, sarcófagos, urnas funerarias y relieves. Las piezas de un menor tamaño fueron alojadas inicialmente en el anticuario de la planta baja. Una de las primeras guías de la exposición de las estatuas sería escrita por el escultor Friedrich Tieck, quien junto al también escultor Christian Daniel Rauch había restaurado las piezas y dirigía la colección.